# Verband Forschender Arzneimittelhersteller
Der Verband Forschender Arzneimittelhersteller e. V. (VFA) (stilisiert als vfa) ist eine Interessenvertretung von 48 Pharmaunternehmen in Deutschland (Stand Januar 2023).

## Verbandsstruktur
Die Mitglieder des VFA repräsentieren mehr als zwei Drittel des gesamten deutschen Arzneimittelmarkts und beschäftigen in Deutschland mehr als 94.000 Mitarbeiter, davon rund 21.000 in der Forschung und Entwicklung (Pharmaforschung) von Arzneimitteln. Der Sitz des Verbands ist Berlin-Mitte. Vorstandsvorsitzender des Verbandes war seit dem 2. Juni 2016 Han Steutel (damals Bristol-Myers Squibb), seit dem 1. Oktober 2019 leitet er den vfa als Präsident. Bis Mai 2019 war seit dem 1. Mai 2011 Birgit Fischer Hauptgeschäftsführerin des Verbandes. Sie folgte auf Cornelia Yzer, die von 1997 bis 2011 Hauptgeschäftsführerin war.
Der VFA vertritt schwerpunktmäßig die Interessen der Global Player und deren Tochtergesellschaften, aber auch von kleineren Biotech-Startups. Der zweitgrößte Pharmaverband, der Bundesverband der Pharmazeutischen Industrie (BPI), versteht sich eher als Interessenvertreter für mittelständische Arzneimittelhersteller.

### VFA Bio
Die Abteilung VFA Bio vertritt die Biotechnologie-Interessen im VFA. Ihr gehören 29 Unternehmen an (Stand Oktober 2019). Vorstandsvorsitzender von VFA Bio ist Frank Mathias (Rentschler Biotechnologie GmbH).

## Verbandsarbeit
Die Interessenvertretung findet unter anderem durch Lobbyarbeit und Öffentlichkeitsarbeit zu Fragen der Pharmakoökonomie, Pharmakoepidemiologie und Arzneimittelsicherheit aus Sicht der Verbandsunternehmen statt.
Der Verband ist Auftraggeber der Werbekampagne „Forschung ist die beste Medizin“. Für diese und eine weitere Kampagne wurde ihm 2005 und 2007 der Politikaward für politische Kommunikation verliehen. Ab 2005 richtete der VFA gemeinsam mit dem Nachrichtenmagazin Focus den Fotowettbewerb „Bilder der Forschung“ aus. Der Verband legte 2020 eine 48-seitige Broschüre mit dem Titel Perspektive 2023 Neue Medikamente in Entwicklung vor. Aktuelle Publikationen des Verbands werden im Internet zur Verfügung gestellt.
Eine aktuelle Statistik aus der Verbandsarbeit liegt unter dem Titel Insights & Images vor.